# Kneževac (gmina Knić)
Kneževac (cyr. Кнежевац) – wieś w Serbii, w okręgu szumadijskim, w gminie Knić. W 2011 roku liczyła 196 mieszkańców.